# 顾天爵
顾天爵（1923年—2001年），男，上海奉贤人，中国生物化学家、医学教育家，曾任中国生物化学会常务理事。